# Лин (митологија)
Лин (Λίνος), митски певач, по једној верзији син Аполона и Псамате, по другој Амфимара и Музе (Ураније, Калиопе или Халкиопе) кога је Аполон убио зато што се усудио да каже да је исто тако добар певач као и сам бог. О Лину налазимо податке код Хомера и Сапфо. Једна стара тужбалица са називом Лин носила је рефрен αϊλινος који је требало да значи „авај Лине, јадни Лине“ (Илијада, 18, 570). По трећој верзији, Лин је био Хераклов учитељ музике кога је Херакле убио ударцем лире када је овај покушао да га казни. Место на коме се одиграва Линова судбина по легенди је Аргос или Теба. Овај мит је веома сличан митовима о Нарцису, Хијакинту и Адонису.